# Рашид, Абдул (хоккеист на траве, 1947)
Абдул Рашид (англ. Abdul Rashid, 3 марта 1947, Банну, Британская Индия — 4 ноября 2020, Исламабад) — пакистанский хоккеист (хоккей на траве), нападающий. Олимпийский чемпион 1968 года, серебряный призёр летних Олимпийских игр 1972 года, бронзовый призёр летних Олимпийских игр 1976 года. Чемпион мира 1971 года.

## Биография
Абдул Рашид родился 3 марта 1947 года в пакистанском городе Банну.
В 1966 году в составе сборной Пакистана завоевал серебряную медаль хоккейного турнира летних Азиатских игр в Бангкоке.
В 1968 году вошёл в состав сборной Пакистана по хоккею на траве на Олимпийских играх в Мехико и завоевал золотую медаль. Играл на позиции нападающего, провёл 7 матчей, забил 7 мячей (по два в ворота сборных Нидерландов, Аргентины и Австралии, один — Франции). Поделил лидерство в гонке снайперов с индийцем Притхипалом Сингхом и австралийцем Брайаном Гленкроссом.
В 1970 году в составе сборной Пакистана завоевал золотую медаль хоккейного турнира летних Азиатских игр в Бангкоке.
В 1971 году в составе сборной Пакистана завоевал золотую медаль на первом чемпионате мира в Барселоне.
В 1972 году вошёл в состав сборной Пакистана по хоккею на траве на Олимпийских играх в Мюнхене и завоевал серебряную медаль. Играл на позиции нападающего, провёл 8 матчей, забил 6 мячей (по два в ворота сборных Аргентины и Бельгии, по одному — Франции и Малайзии).
В 1974 году в составе сборной Пакистана завоевал золотую медаль хоккейного турнира летних Азиатских игр в Тегеране.
В 1976 году вошёл в состав сборной Пакистана по хоккею на траве на Олимпийских играх в Монреале и завоевал бронзовую медаль. Играл на позиции нападающего, провёл 6 матчей, забил 3 мяча в ворота сборной Бельгии.
В 1968—1976 годах провёл за сборную Пакистана 89 матчей, забил 96 мячей.
Умер 4 ноября 2020 года в пакистанском городе Исламабад.